# 哈拉哈河
47°50′10″N 118°33′43″E / 47.8361111211°N 118.561944454°E
哈拉哈河（音译哈拉哈高勒或喀尔喀高勒），位于蒙古国东方省和中华人民共和国内蒙古自治区的中蒙边界地区，属于呼伦湖水系。发源于中国阿尔山市中部大兴安岭南麓吉里革先山南坡五道沟附近，蜿蜒向西北流经天池镇、林海街道、伊尔施街道，于阿尔山口岸西北左纳努木尔根河后成为中蒙界河，在新巴尔虎左旗罕达盖苏木西南右纳罕达盖河后进入蒙古国东方省哈拉哈高勒县境内。哈拉哈河在蒙古境内继续西北流，于中国呼伦贝尔新巴尔虎左旗阿木古郎镇达日扎塔拉拜以东再次成为中蒙界河，过额布都格口岸，于查干额热格以西干流分为南北两支，北支（沙尔勒金河）长52千米为中蒙界河在巴彦温多仁楚伦和日木以南再次流入中国境内，经甘珠尔苏木（巴音塔拉苏木）汇入乌尔逊河，南支全在蒙古国境内长41.19千米，汇入贝尔湖。
中国境内的哈拉哈河上游有著名的阿尔山国家森林公园，中下游多为天然牧场。
哈拉哈河因哈拉哈河战役而闻名。1939年8月，苏联红军和蒙古人民军联军在诺门坎击败了日本关东军。